# ارمیونی
ارمیونی (به لاتین: Ermioni) یک شهرک در یونان است که در Ermionida Municipality واقع شده‌است.